# Джіджі Бекалі
Джіджі Бекалі ([ˈD͡ʒe̯ord͡ʒe beˈkali]; народився 25 червня 1958 р.) — румунський бізнесмен і політик, власник футбольного клубу FCSB. Він був членом Європарламенту з червня 2009 року по грудень 2012 року, а депутатом парламенту Румунії з грудня 2012 року до моменту засудження у травні 2013 року.

## Біографія
Джіджі Бекалі народився 25 червня 1958 року в родині, яка була депортована комуністичною владою. У дитинстві та юності Бекалі був прихильником футбольного клубу «Динамо». Його двоюрідні брати Віктор та Йоан — футбольні гравці. У 1994 році він одружився з Люмініні, яка на одинадцять років молодша за нього; у них три дочки: Теодора (1995 р. н.), Олександра (1996 р. н.) та Крістіна (н. 2001).

## Підприємництво

### Бізнес з нерухомістю
Бекалі став мільйонером завдяки земельним операціям обміну з румунською армією. Армія не потребувала отриманої землі, а земля, яку він отримав в обмін, коштувала набагато більше.
Угода полягала в тому, що Бекалі дав армії ділянку площею 21,5 га в Штефанештії-де-Жос (близько 15 км від Бухареста) в обмін на ділянку площею 20,9 га в Бенеасі — Піпера, в Північному Бухаресті. Оскільки ціни на нерухомість у столиці різко зросли, він продав землю деяким компаніям, які будували житлові споруди. У 2007 році було виявлено, що в 1998 році, коли Бекалі надіслав пропозицію румунській армії, він не був власником нерухомості в Штефанешті-де-Хос, купуючи її лише після того, як було ясно, що угода буде підписана.
Справа розслідувалась у 2006 році Національним антикорупційним управлінням (NAD). У липні 2007 р. НАД розпочало розслідування операції між Бекалі та дочкою міністра оборони Віктора Бабіука. Питання стосувалось землі в Піпері, яка була продана за 300 доларів за кв.

### Право власності на FCSB
Бекалі приєднався до Генеральної ради акціонерів футбольної команди "Стяуа Бухарест " наприкінці 1990-х років, під час президентства Віорела Паунеску. Він намагався усунути інших можливих кандидатів та зібрати всі акції клубу. 6 лютого 2003 року він отримав 51 % акцій, а наприкінці 2003 року придбав ще 15 %.
17 жовтня 2005 р. його майно було вилучене Національним фіскальним управлінням за борги на загальну суму 11 000 000 доларів США. Однак Бекалі подав позов до ANAF і виграв судовий розгляд, а згодом порядок вилучення було скасовано. Він зміг уникнути сплати податків, передавши активи новоствореній компанії AFC Steaua București, дозволивши старій асоціації збанкрутувати. Станом на 2007 рік Бекалі не мав жодного офіційного зв'язку з клубом, оскільки поступово відмовлявся від своїх акцій на користь своїх племінників.
У 2005 році газети писали, що він замовив картину, натхненну "Тайною вечерею " Леонардо да Вінчі, в якій він займає місце Ісуса, тоді як одинадцять гравців і тренер займають місце учнів. Бекалі спростував цю історію, стверджуючи, що отримав картину від шанувальника.

### Інша підприємницька діяльність
У 2008 році Бекалі оголосив, що має намір відкрити власний банк під назвою «Банк Бекалі», призначений для використання «лише мільйонерами», з початковими інвестиціями 30 мільйонів євро. Адміністративна рада Національного банку Румунії відхилила план створення, не вказавши публічної причини.
У відповідь на це рішення Бекалі назвав Мугура Ісареску, губернатора Національного банку, «скоморохом, розчарованим та заздрісним» і оголосив, що має намір подати на нього в суд.

## Політична кар'єра
На виборах до законодавчих органів Румунії 2000 року Бекалі був кандидатом від «Ліги італійських громад в Румунії» на місце в Палаті депутатів, зарезервоване для італійської меншини. Він набрав 16 266 голосів (0,15 %) по всій країні, з них 7677 в окрузі Ілфов. Він програв Ілеані Стана-Іонеску, яка отримала лише 2943 голоси в одному окрузі. Бекалі оскаржив результати, але відповідно до законодавства про вибори в Румунії для національних меншин значення має не загальна кількість голосів; особа, яка набирає найбільший відсоток в одному окрузі, виграє місце, відведене для цієї національної меншини.
Він очолює партію «Нове покоління — Християнсько-демократична партія» (PNG-CD) з січня 2004 року, був кандидатом на президентських виборах 2004 року, набравши 1,77 % поданих голосів (184 560 голосів).
У своїй передвиборчій кампанії 2004 року Бекалі використав кліпи фільму "Міхай Вітеазул " (режисер Сергіу Ніколаеску), в якому головного героя зіграв Амза Пеллеа. Дочка Амзи, Оана Пеллеа, подала до суду на Бекалі за те, що він без дозволу використав образ Амзи Пеллеа, і виграла 35 000 RON (близько 12 000 доларів) як збиток.
У грудні 2006 року він пообіцяв, що його партія призведе до «культурної революції» в Румунії.
На виборах до Європарламенту, що відбулися в листопаді 2007 р., його партія (PNG-CD) набрала 4,86 % голосів виборців, трохи менше 5 %, необхідних для проходження в керівний орган ЄС. Те саме сталося на виборах у грудні 2008 року.
Бекалі також брав участь у президентських виборах 2009 року, де набрав 1,91 % голосів.
Був членом Європарламенту з червня 2009 року по грудень 2012 року, а депутатом парламенту Румунії з грудня 2012 року до моменту засудження у травні 2013 року.

### Ксенофобія
Деякі висловлювання Бекалі вважаються ксенофобськими; наприклад, у травні 2008 року Національна аудіовізуальна рада оштрафувала канал OTV за те, що дозволив «агресивну та ксенофобську промову Бекалі», яка «підбурювала до ненависті до угорської меншини в Румунії».
У листопаді 2001 року Бекалі та його охоронці образили Малонгу Парфе, ведучу сатиричного футбольного телешоу « Fotbal la Maxx». Бекалі назвав Парфе «мавпою» нібито тому, що остання має африканське походження.
У 2012 році Джіджі Бекалі відмовився підписати договір з французьким футболістом Флораном Сінаму Понголле на підставі того, що той був темношкірим, хоча румунський футболіст Банель Ніколіша, який грав з ним у французькому клубі Сент-Етьєн, говорив, що гравець був дуже здібним.

### Судові справи
У вересні 2007 року Бекалі образив парламентарія Лавінію Чандру, заявивши, що їй слід «піти і стати кандидатом на кільцеву дорогу, а не в Європарламент», завуальоване посилання на проституцію. Він також зауважив, що жінка «більше не має цінності» після того, як вона народила дитину. 6 жовтня Рада постановила, що коментарі Бекалі були дискримінаційними щодо жінок і «зачіпали гідність жінок», Бекалі був оштрафований на 500 леїв.

## Засудження
20 травня 2013 року Джіджі Бекалі засудили до трьох років ув'язнення. За словами прокурорів, між 1996 і 1999 роками Міністерство національної оборони здійснило два обміни земель із Бекалі. Загальна площа двох ділянок становила 0,2889 квадратних кілометрів землі. Ця торгівля призвела до шкоди румунській державі на 892758 доларів США.